# SIAI S.16

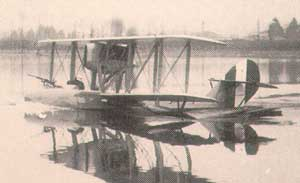
Altra vista dell'S.16.

Il SIAI S.16 era un idrovolante biplano da ricognizione e per attacco ai sommergibili sviluppato dall'azienda aeronautica italiana Società Idrovolanti Alta Italia (SIAI) nei tardi anni dieci del XX secolo.
Progettato come idrovolante da trasporto da proporre sul mercato dell'aviazione commerciale, ne venne in seguito una versione armata ad uso militare ed una variante da addestramento che assunse la designazione SIAI S.23.

## Storia del progetto
Al termine della prima guerra mondiale il mercato del trasporto aereo civile si stava sviluppando anche in Italia. La SIAI affidò quindi all'ingegnere Raffaele Conflenti lo sviluppo di un idrovolante di linea da proporre alle varie compagnie aeree che stavano sviluppandosi al quel tempo ia in territorio nazionale che in tutta Europa. Conflenti si basò sui precedenti progetti quali l'S.8 utilizzato dal Servizio Aeronautico della Regia Marina disegnando un nuovo modello, che assumerà la designazione SIAI S.16, privato dell'armamento ed ottimizzato per il nuovo ruolo.
L'S.16 riproponeva l'aspetto dei precedenti modelli senza introdurre particolari innovazioni tecnologiche ma introducendo un compartimento a cinque posti a sedere per i passeggeri. La SIAI lo propose nel Salone dell'aeronautica di Parigi del 1919 non riuscendo tuttavia ad ottenere l'interesse sperato.
Venne così sviluppata una seconda versione, rinforzata e dotata di serbatoi di carburante maggiorati per incrementarne l'autonomia, l'S.16bis, ma anche questa versione non riscontrò un grande interesse nel mercato del trasporto aereo.
Per recuperare l'investimento economico profuso nel suo sviluppo venne approntata una versione militare destinata al ruolo di ricognitore e bombardamento leggero che assunse la designazione S.16bis M (Militare). la versione ebbe maggior successo e l'azienda ottenne un contratto di fornitura per la Regia Marina. Un ulteriore sviluppo che interessò il gruppo motoelica venne deliberato quando si rese disponibile un'unità che garantiva una maggiore potenza rispetto all'oramai datato originario 6 cilindri Fiat A.12bis, accreditato nelle sue ultime versioni di 300 CV (221 kW), con il quale erano equipaggiati i modelli fino a quel momento. L'Isotta Fraschini era riuscita ad acquisire dalla francese Lorraine-Dietrich la licenza di produzione del loro motore 12Db un 12 cilindri a V capace di erogare 400 CV (298 kW).
Le imprese aeronautiche effettuate con successo nel periodo furono viatico di nuovo interesse da parte del mercato civile determinando un certo successo, pur in ritardo, anche in quel settore.

## Tecnica
L'S.18 era caratterizzato da un aspetto convenzionale per l'epoca, ovvero struttura a scafo centrale, biplano, monomotore ad elica spingente.
Lo scafo, caratterizzato da carena concava, era realizzato in legno, dotato di un abitacolo aperto a due posti affiancati per il pilota ed il copilota osservatore. Posteriormente terminava in una trave di coda caratterizzata da un impennaggio classico cruciforme, monoderiva e dai piani orizzontali controventati.
La configurazione alare era biplana, con ala superiore ed inferiore delle stesse dimensioni. La radice alare dell'ala inferiore era montata alta sullo scafo ed era dotata di due galleggianti equilibratori applicati sulla parte inferiore tramite una struttura tubolare. Le due ali erano collegate, tra loro da una serie di montanti tubolari e tiranti in filo d'acciaio, ed allo scafo centrale tramite un'incastellatura dove era anche collocato il motore 12 cilindri a V Lorraine-Dietrich 12 Db da 400 CV (298 kW) in configurazione spingente, abbinato ad un'elica bipala in legno a passo fisso.

## Impiego operativo

### Militare
In Italia l'S.16bis M. venne utilizzato dalla Regia Marina direttamente sotto il suo controllo fino alla costituzione, nel 1923, della Regia Aeronautica e della sottoposta Aviazione ausiliaria di Marina, diventando il primo bombardiere nella neofondata arma aerea. In seguito fu affiancato dall'S.16ter che era dotato di migliori caratteristiche grazie all'adozione di un più potente impianto motore, il Lorraine-Dietrich 12 Db costruito su licenza dalla Isotta Fraschini.
Venne inoltre impiegato dalla Aeronáutica Militar Española come idrovolante imbarcato sulla portaidrovolanti Dedalo, prima unità classificata come portaerei dell'Armada Española, la marina militare della Spagna.

### Civile
Dal 1926 la pubblicità ricavata dalle imprese aeronautiche aprirono il mercato dell'aviazione civile. La compagnia aerea Aero Espresso Italiana (AEI) acquistò due S.16ter per operare sulle proprie rotte nazionali mentre la Società Italiana Servizi Aerei (SISA), dei fratelli Callisto ed Alberto Cosulich, affianca ai propri CANT quattro S.16ter per la formazione dei propri equipaggi.
La Società Incremento Turistico Aereo Roma (SITAR), attiva in Liguria, operò con due S.16bis, tre S.16ter ed un S.16 sulla rotta che collegava Sanremo e Genova.

### Primati

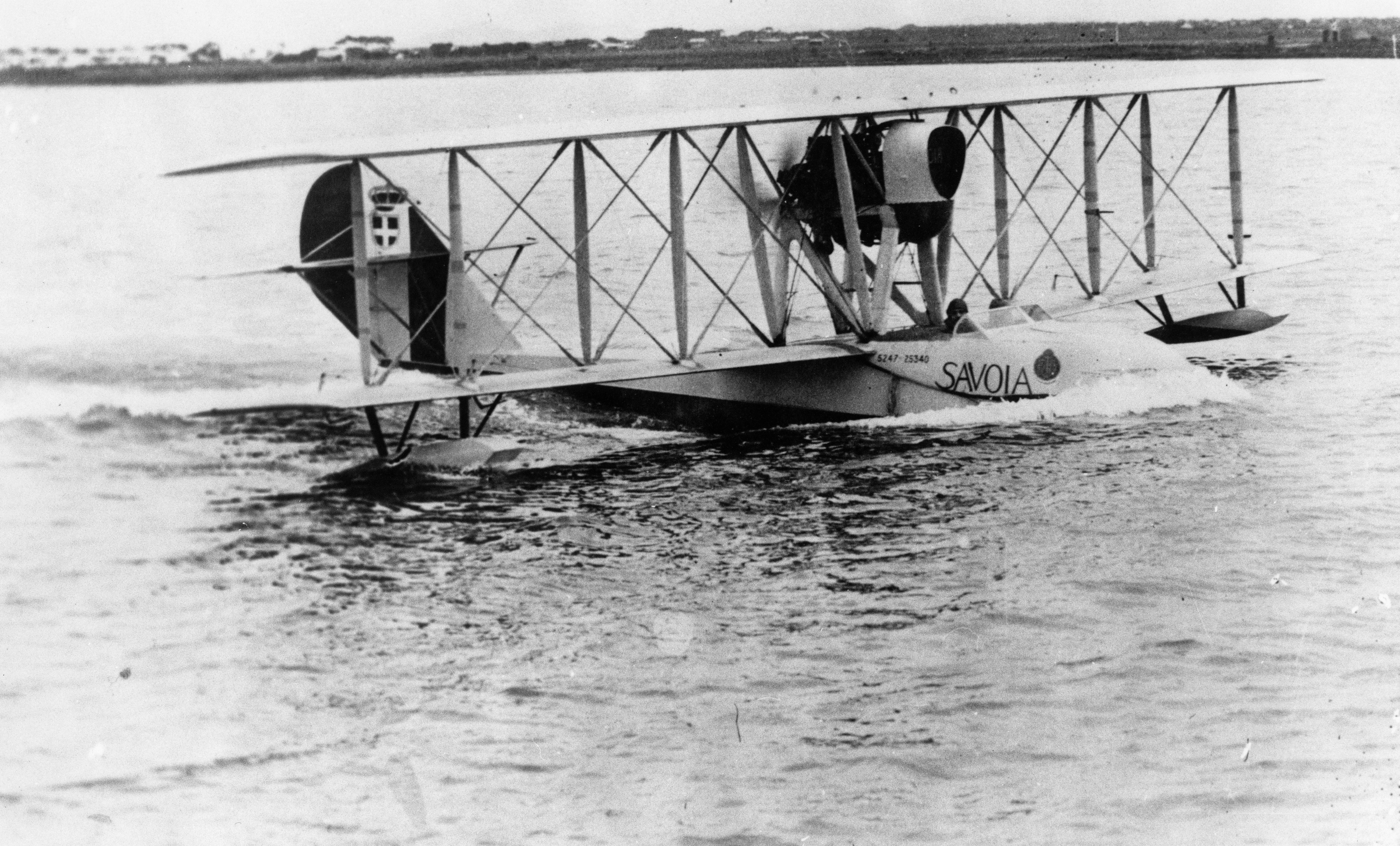
l'S.16 del comandante Francesco De Pinedo in ammaraggio sul Brisbane River. Brisbane, 1925.

Nel settembre 1920, ai comandi di Umberto Maddalena, conquistò l'allora primato per il più lungo Raid compiuto da idrovolanti volando da Sesto Calende ad Helsinki.
Nel 1924 conquista il record di altitudine per idrovolanti per la categoria con 500 kg di carico raggiungendo la quota di 4 597 metri.
Ma è con il comandante Francesco De Pinedo ed il motorista Ernesto Campanelli che l'S.16 si lega alla sua più importante impresa. Il raid iniziato il 20 aprile 1925 e che attraversò tre continenti in 55 000 km per 370 h di volo partendo da Sesto Calende verso Melbourne, quindi Tokyo ed il ritorno a Roma il 7 novembre successivo. Il modello utilizzato per l'impresa era un S.16ter modificato con serbatoi supplementari e battezzato "Gennariello" da De Pinedo, che da buon napoletano di nascita affida così l'impresa a San Gennaro. Come ulteriore gesto propiziatorio aggiunse al nome il motto in latino "Ibis redibis", ovvero "Vado e torno".

## Versioni

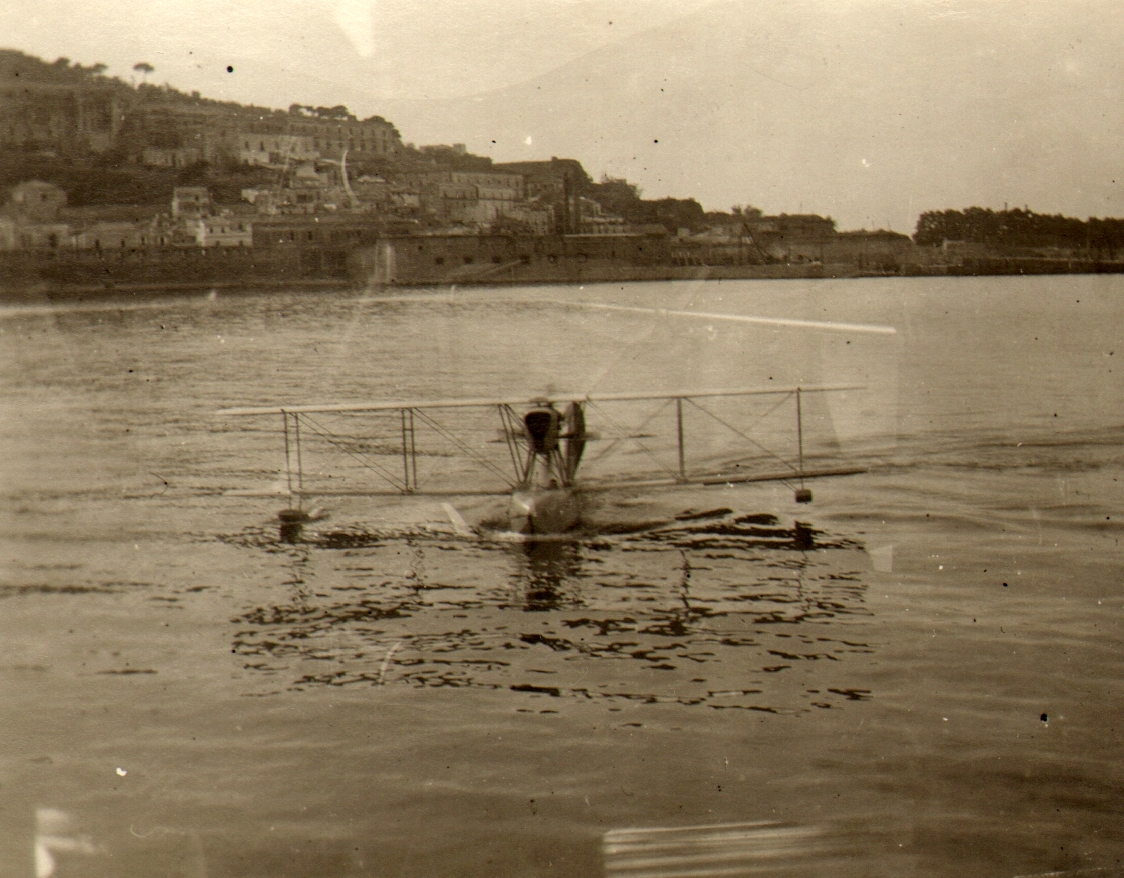

S.16
prima versione di serie, idrovolante di linea con cabina per 5 passeggeri, equipaggiata con motore Fiat A.12bis.
S.16bis
versione civile di linea caratterizzata da scafo e bordi d'attacco alari rinforzati, maggiore capacità di combustibile, equipaggiata con motore Fiat A.12bis.
S.16bis M.
versione militare dell'S.16bis
S.16ter
versione militare destinata alla Regia Marina, equipaggiata con un motore Lorraine-Dietrich 12 Db da 400 CV (298 kW).

## Utilizzatori

### Civili
Italia
- Aero Espresso Italiana (AEI)

operò con due S.16ter.
- Società Italiana Servizi Aerei (SISA)

operò con quattro S.16ter per la formazione dei propri equipaggi.
- Società Incremento Turistico Aereo Roma (SITAR)

operò con due S.16bis, tre S.16ter ed un S.16.

### Militari
Brasile
- Força Aeronaval

operò con 15 S.16bis M nella componente aerea della Marinha do Brasil.
 Italia
- Servizio Aeronautico della Regia Marina

 RSFS Russa
- Raboče-Krest'janskij Krasnyj Flot

 Spagna
- Aeronáutica Militar Española

 Unione Sovietica
- Aviacija Voenno-Morskogo Flota

operò con 80 S.16bis M, ridesignati localmente S-1bis, sul Mar Nero fino al 1931.